# Phil Lee
Phil Lee (* 8. April 1943 in London; † 12. Mai 2024) war ein britischer Jazzgitarrist, der auch im Fusion- und ProgRock-Bereich hervortrat.

## Leben und Wirken
Lee begann in Skifflebands und gehörte dann zum National Youth Jazz Orchestra, mit dem er auf dem Jazzfestival von Antibes auftrat. Bis 1966 war er Mitglied des Sextetts von Graham Collier; dann spielte er mit Dudu Pukwana im Quartett des Organisten Bob Starkey. In den 1970er Jahren gehörte er zu den Bands von Henry Lowther und leitete gemeinsam mit Tony Coe Axel; ab 1973 spielte er bei Gilgamesh, dann bei National Health (bei beiden Bands war er auch an den Alben beteiligt). 1977 tourte er mit Charles Aznavour, 1979 mit Michel Legrand und 1983 mit Gordon Beck. Außerdem arbeitete er mit Michael Garrick und mit Trevor Tomkins und bildete ein bei der Kritik erfolgreiches Duo mit Jeff Clyne. Mit Jim Richardson leitete er die  Gruppe Octopus, zu der Saxophonist Bob Martin und die Schlagzeuger Clark Tracey oder Matt Fishwick gehörten. Auch nahm er mit Michael Gibbs (1970) und Annette Peacock (1977) auf.
Bis 1998 war er als Dozent an der Guildhall School of Music tätig.

## Diskographische Hinweise
- Phil Lee & Jeff Clyne Twice Upon a Time (Cadillac, 1988)
- John Horler & Phil Lee Unity (HHR 005)
- Upper Manhattan Medical Group (mit Ken Peplowski, John Horler, Alec Dankworth; MSTCD0047)

## Lexigraphische Einträge
- Ian Carr, Digby Fairweather, Brian Priestley: Rough Guide Jazz. Der ultimative Führer zum Jazz. 1800 Bands und Künstler von den Anfängen bis heute. 2., erweiterte und aktualisierte Auflage. Metzler, Stuttgart/Weimar 2004, ISBN 3-476-01892-X.